# XG
XG (tiếng Nhật: エックスジー; tiếng Hàn: 엑스지 ; viết tắt của Xtraordinary Girls) là nhóm nhạc nữ thuộc XGALX. Nhóm bao gồm 7 thành viên: Chisa, Hinata, Jurin, Harvey, Juria, Maya và Cocona, tất cả đều là người Nhật Bản. Riêng Harvey là người gốc Australia và Hinata là người gốc Hàn Quốc. Nhóm không hoạt động và không thuộc về một thị trường âm nhạc cố định mà họ theo đuổi xu hướng âm nhạc đặc biệt tự xưng được gọi là X-pop. Họ ra mắt vào ngày 18 tháng 3 năm 2022 với album đĩa đơn Tippy Toes.

## Lịch sử

### 2012-2021: Quá trình hình thành trước khi ra mắt
Các thành viên đã có thời gian đào tạo là 9 năm, bắt đầu từ năm 2012 cho đến cuối năm 2021. Họ có khái niệm hip-hop/R&B và là nhóm đầu tiên ra mắt trong sản phẩm giải trí toàn cầu mới XGALX, liên kết với Avex Trax.

### 2022: Giới thiệu và chính thức ra mắt
Vào ngày 25 tháng 1 năm 2022, Simon Jakops công bố kế hoạch ra mắt nhóm nhạc nữ đầu tiên của mình mang tên XG. Cùng ngày hôm đó, các tài khoản mạng xã hội chính thức của nhóm đã được thiết lập. Ngày hôm sau, nhóm đã đăng một đoạn giới thiệu màn trình diễn vũ đạo có sự góp mặt của cả bảy thành viên, trong đó được biên đạo và chỉ đạo bởi Choi Hyo-jin. Trong những tuần tiếp theo, khả năng của nhóm đã được hé lộ thông qua các bản cover nhạc, chẳng hạn như "Chill Bill" của Rob Stone, "Peaches" của Justin Bieber và nhiều video biểu diễn vũ đạo khác nhau.
Vào ngày 18 tháng 2, ngày ra mắt chính thức của XG được tiết lộ là ngày 18 tháng 3. Từ ngày 19 tháng 2 đến ngày 25 tháng 2, bảy thành viên của XG đã được công bố bắt đầu với Harvey, sau đó là Juria , Maya , Hinata , Cocona , Chisa và cuối cùng là Jurin.  Nhóm chính thức ra mắt vào ngày 18 tháng 3 với việc phát hành album đĩa đơn đầu tiên của họ, có tựa đề " Tippy Toes".
Vào ngày 30 tháng 5, nhóm đã thông báo về sự trở lại đầu tiên của họ với album đĩa đơn thứ hai có tựa đề " Mascara".  Đĩa đơn được phát hành vào ngày 29 tháng 6.
Vào ngày 25 tháng 7, nhóm đã thông báo qua video YouTube chính thức rằng tên fandom chính thức của họ sẽ là ALPHAZ.

### 2023: Sự trở lại và tour lưu diễn thế giới đầu tiên
Một đoạn giới thiệu chuyển động được đăng lên tài khoản Instagram chính thức của XG vào ngày 29 tháng 12 năm 2022, đã gợi ý về âm nhạc mới của nhóm. Vài ngày sau, vào ngày 6 tháng 1 năm 2023, nhóm thông báo rằng đĩa đơn thứ ba của họ, " Shooting Star ", sẽ được phát hành vào ngày 25 tháng 1.  Một đĩa đơn phối lại có tựa đề " Shooting Star Remixx (Prod by JAKOPS) " đã được phát hành vào ngày 7 tháng 4. Một đĩa đơn phối lại có tựa đề " Left Right Remixx (Feat. Ciara & Jackson Wang) " đã được phát hành vào ngày 5 tháng 5 năm 2023.
Vào ngày 27 tháng 6, tài khoản X chính thức của XG đã đăng một bức ảnh teaser thông báo về kế hoạch của nhóm cho đĩa mở rộng (EP) đầu tiên của họ.  Ngày hôm sau, có thông báo trước khi phát hành mini album đầu tiên của họ, XG sẽ có một đĩa đơn phát hành trước có tựa đề " Grl Gvng ", ra mắt vào ngày 30 tháng 6.
Vào ngày 24 tháng 7, nhóm đã thông báo rằng đĩa mở rộng (EP) đầu tiên của họ, New DNA , sẽ được phát hành vào ngày 27 tháng 9.  Vào ngày 4 tháng 8, XG đã phát hành đĩa đơn kỹ thuật số thứ hai của họ, " TGIF ", là đĩa đơn kỹ thuật số phát hành trước thứ hai cho đĩa mở rộng (EP) đầu tiên của họ. Vào ngày 23 tháng 8, XG đã phát hành đĩa đơn kỹ thuật số thứ ba của họ, " New Dance ", là đĩa đơn kỹ thuật số phát hành trước thứ ba cho album đầu tiên của họ.

## Thành viên
- Chú thích: In đậm là nhóm trưởng (nhóm có 2 trưởng nhóm: Sub-Leader và Leader)

| Nghệ danh | Nghệ danh  | Nghệ danh | Tên khai sinh                 | Tên khai sinh                                   | Tên khai sinh    | Tên khai sinh    | Tên khai sinh              | Ngày sinh         | Màu đại diện | Vị trí                                         | Nơi sinh                      | Quốc tịch          |
| Latinh    | Kana       | Hangul    | Latinh                        | Kana                                            | Hangul           | Hanja/Kanji      | Hán-Việt                   | Ngày sinh         | Màu đại diện | Vị trí                                         | Nơi sinh                      | Quốc tịch          |
| Chisa     | チサ       | 치사      | Kondou Chisa                  | コンドチサ                                      | 콘도 치사        | 近藤 千彩        | Cận Đằng Thiên Thái        | 17 tháng 1, 2002  | Vàng         | Sub-Leader, Main Vocalist Sub Rapper Dancer    | Osaka, Nhật Bản               | Nhật Bản           |
| Hinata    | ヒナタ     | 히나타    | Sohara Hinata                 | ソハラ ヒナタ                                   | 소하라 히나타    | 宗原 日向        | Tông Nguyên Nhật Hướng     | 11 tháng 6, 2002  | Xanh Dương   | Main Dancer, Lead Vocalist                     | Nagoya, Aichi, Nhật Bản       | Nhật Bản/ Hàn Quốc |
| Jurin     | ジュリン   | 주린      | Asaya Jurin                   | あさや ジュリン                                 | 아사야 주린      | 浅谷 珠琳        | Thiển Cốc Châu Lâm         | 19 tháng 6, 2002  | Trắng        | Leader, Lead Rapper, Main Dancer, Sub Vocalist | Chigasaki, Kanagawa, Nhật Bản | Nhật Bản           |
| Harvey    | ハーヴィー | 하비      | Amy Jannet Harvey/ Amy Harvey | エイミージャネット ハーヴィー/ハーヴィー えいみ | 에이미 자넷 하비 | 瑛美 珍妮特 哈维 | Anh Mỹ Trân Ni Đặc Cáp Duy | 18 tháng 12, 2002 | Tím          | Lead Rapper, Sub Vocalist, Dancer              | Tokyo, Nhật Bản               | Nhật Bản           |
| Harvey    | ハーヴィー | 하비      | Amy Jannet Harvey/ Amy Harvey | エイミージャネット ハーヴィー/ハーヴィー えいみ | 에이미 자넷 하비 | 瑛美 珍妮特 哈维 | Anh Mỹ Trân Ni Đặc Cáp Duy | 18 tháng 12, 2002 | Tím          | Lead Rapper, Sub Vocalist, Dancer              | Tokyo, Nhật Bản               | Úc                 |
| Juria     | ジュリア   | 쥬리아    | Ueda Juria                    | ウエダ ジュリア                                 | 우에다 쥬리아    | 上田 純利亜      | Thượng Điền Thuần Lợi Á    | 28 tháng 11, 2004 | Cam          | Lead Vocalist, Dancer                          | Osaka, Nhật Bản               | Nhật Bản           |
| Maya      | マヤ       | 마야      | Kawachi Maya                  | カワチマヤ                                      | 카와치 마야      | 河地 麻耶        | Hà Địa Ma Da               | 10 tháng 8, 2005  | Đỏ           | Main Vocalist, Main Rapper, Lead               | Tokyo, Nhật Bản               | Nhật Bản           |
| Cocona    | ココナ     | 코코나    | Akiyama Kokona                | アキヤマ ココナ                                 | 아키야마 코코나  | 秋山 心響        | Thu Sơn Tâm Hưởng          | 6 tháng 12, 2005  | Xanh Lá      | Main Rapper, Lead Dancer, Maknae               | Kanto, Nhật Bản               | Nhật Bản           |

## Danh sách đĩa nhạc

### Đĩa mở rộng (EP)
| Tiêu đề | Chi tiết                                                                                             | Thứ hạng cao nhất | Thứ hạng cao nhất | Thứ hạng cao nhất | Thứ hạng cao nhất | Doanh số                    | Chứng nhận          |
| Tiêu đề | Chi tiết                                                                                             | JPN               | JPN Cmb.          | JPN Hot           | KOR               | Doanh số                    | Chứng nhận          |
| ------- | --- | ----------------- | ----------------- | ----------------- | ----------------- | --------------------------- | ------------------- |
| New DNA | - Phát hành: Ngày 27 tháng 9 năm 2023 - Hãng đĩa: Xgalx - Định dạng: CD, digital download, streaming | 2                 | 2                 | 1                 | 8                 | - JPN: 40,000 - KOR: 34,272 | - RIAJ: Gold (phy.) |
| Awe     | - Phát hành: Ngày 8 tháng 11 năm 2024 - Hãng đĩa: Xgalx - Định dạng: CD, digital download, streaming | TBA               | TBA               | TBA               | TBA               | TBA                         | TBA                 |

### Đĩa đơn
| Tiêu đề                                                                                            | Năm  | Thứ hạng cao nhất | Thứ hạng cao nhất | Thứ hạng cao nhất | Thứ hạng cao nhất | Thứ hạng cao nhất | Thứ hạng cao nhất | Thứ hạng cao nhất | Thứ hạng cao nhất | Thứ hạng cao nhất | Doanh số                           | Chứng nhận         | Album                         |
| Tiêu đề                                                                                            | Năm  | JPN               | JPN Cmb.          | JPN Hot           | KOR Album         | HUN               | NZ Hot            | SGP               | US Dance/ Elec.   | WW Excl. US       | Doanh số                           | Chứng nhận         | Album                         |
| -------------------------------------------------------------------------------------------------- | ---- | ----------------- | ----------------- | ----------------- | ----------------- | ----------------- | ----------------- | ----------------- | ----------------- | ----------------- | ---------------------------------- | ------------------ | ----------------------------- |
| "Tippy Toes"                                                                                       | 2022 | —                 | —                 | —                 | —                 | —                 | —                 | —                 | —                 | —                 |                                    |                    | Đĩa đơn không nằm trong album |
| "Mascara"                                                                                          | 2022 | —                 | 27                | 14                | —                 | —                 | —                 | —                 | —                 | —                 |                                    | - RIAJ: Gold (st.) | Đĩa đơn không nằm trong album |
| "Shooting Star"                                                                                    | 2023 | —                 | 27                | 26                | —                 | 32                | —                 | 23                | —                 | 144               | - JPN: 4,151 (dig.)                |                    | Đĩa đơn không nằm trong album |
| "Grl Gvng"                                                                                         | 2023 | —                 | —                 | 94                | —                 | —                 | 16                | —                 | —                 | —                 | - JPN: 1,635 (dig.)                |                    | New DNA                       |
| "TGIF"                                                                                             | 2023 | —                 | —                 | 93                | —                 | —                 | 33                | —                 | —                 | —                 | - JPN: 1,220 (dig.)                |                    | New DNA                       |
| "New Dance"                                                                                        | 2023 | —                 | —                 | 18                | —                 | —                 | —                 | —                 | —                 | —                 | - JPN: 1,498 (dig.)                |                    | New DNA                       |
| "Puppet Show"                                                                                      | 2023 | —                 | —                 | 63                | —                 | —                 | —                 | —                 | —                 | —                 |                                    |                    | New DNA                       |
| "Winter Without You"                                                                               | 2023 | —                 | —                 | 58                | —                 | —                 | —                 | —                 | —                 | —                 |                                    |                    | Đĩa đơn không nằm trong album |
| "Undefeated" (with Valorant)                                                                       | 2024 | —                 | —                 | —                 | —                 | —                 | —                 | —                 | —                 | —                 |                                    |                    | Đĩa đơn không nằm trong album |
| "Woke Up"                                                                                          | 2024 | 5                 | 7                 | 5                 | 12                | —                 | —                 | —                 | —                 | 183               | - JPN: 32,606 (phy.) - KOR: 27,694 |                    | Đĩa đơn không nằm trong album |
| "Something Ain't Right"                                                                            | 2024 | —                 | 24                | 20                | —                 | —                 | 18                | —                 | 36                | 161               |                                    |                    | Awe                           |
| "—" biểu thị các bản phát hành không lọt vào bảng xếp hạng hoặc không được phát hành ở khu vực đó. |      |                   |                   |                   |                   |                   |                   |                   |                   |                   |                                    |                    |                               |

### Các bài hát khác trên bảng xếp hạng
| Tiêu đề      | Năm  | Thứ hạng cao nhất | Thứ hạng cao nhất | Album            |
| Tiêu đề      | Năm  | SGP Reg.          | US Pop            | Album            |
| ------------ | ---- | ----------------- | ----------------- | ---------------- |
| "Left Right" | 2023 | 22                | 27                | Non-album single |

## Giải thưởng và đề cử
| Lễ trao giải                 | Năm  | Hạng mục             | Người được đề cử/sản phẩm đề cử | Kết quả   | Tham khảo |
| ---------------------------- | ---- | -------------------- | ------------------------------- | --------- | --------- |
| K-Star MVA                   | 2023 | Next Star – Nữ       | XG                              | Đoạt giải | [ 39 ]    |
| MTV Video Music Awards Japan | 2022 | Giải thưởng ngôi sao | XG                              | Đoạt giải | [ 40 ]    |